# Huntemannia biarticulatus
Huntemannia biarticulatus är en kräftdjursart som beskrevs av Shen och Tai 1973. Huntemannia biarticulatus ingår i släktet Huntemannia och familjen Huntemanniidae. Inga underarter finns listade i Catalogue of Life.